# رشدة (حالمين)

تعديل مصدري - تعديل

رشدة هي إحدى قرى عزلة حبيل الريدة بمديرية حالمين التابعة لمحافظة لحج، بلغ تعداد سكانها 305 نسمة حسب تعداد اليمن لعام 2004.